# Faro Mulantou
El Faro Mulantou (en chino: 木栏头灯塔) está situado en la provincia de Hainan, China, es el quinto faro más alto del mundo, y el más alto de China. Construido en 1995, este faro activo tiene un plano focal de 88 m. Emite dos destellos blancos cada 15 segundos. El faro Mulantou es de 72 m de altura. Se encuentra en un promontorio agudo en el extremo nororiental de la provincia, y marca el lado sur de la entrada al Estrecho Qiongzhou. La estructura es redonda cilíndrica y de hormigón, levantándose de una base circular de 2 pisos. Dispone de una gran sala de observación circular. Este faro es de color blanco con una franja roja.